# Dream Street
A Dream Street Janet Jackson amerikai énekesnő második albuma. 1984-ben jelent meg, és az első albumhoz hasonlóan ez sem aratott olyan nagy sikert, mint Jackson későbbi albumainak nagy része.
Az album hangzásvilága poposabb, mint az első, Janet Jackson című albumé. Jackson karrierjét ebben az időben még apja, Joseph Jackson irányította; az énekesnő később azt nyilatkozta, nem szívesen énekelt ilyen könnyed témájú pop- és R&B-dalokat, mint első két lemezén. Az első albummal ellentétben a másodiknál már családtagjai segítségét is igénybe vette: bátyja, Marlon több dalban is közreműködött, de a Dream Street még így sem aratott nagyobb sikert; csak a 147. helyig jutott a Billboard 200 albumslágerlistán. Az album CD-n csak Japánban jelent meg, a világ többi részén csak hanglemezen és kazettán volt kapható; emiatt ma Jackson legritkább albuma.
Az album első kislemeze, a Don’t Stand Another Chance, melynek producere Marlon volt, a Top 10-be került a Billboard R&B-slágerlistáján. A címadó dalhoz, a Dream Streethez készült Janet első videóklipje; a Fame című sorozat forgatásán forgatták.
2007. május 15. óta letölthető az iTunes Store-ról.

## Fogadtatása
Ed Hogan, az AllMusic munkatársa ötből két csillagot adott az albumra, és megjegyezte: „Janet Jackson Dream Streetjének hallgatása felidézi az akkor tizenéves énekesnő fellépéseit az American Bandstand műsorában (…) Az első kislemez, a Don’t Stand Another Chance családi együttműködés eredménye, producere a bátyja, Marlon Jackson, és a háttérénekesek közt ott van Michael Jackson. 1984 nyarán top 10 R&B-sláger volt. Hosszabb, 12" mixe nagyon jó, John Barnes fantasztikus szintetizátorjátéka hallható benne. Az album kiemelkedő dalai még a Pretty Boy című minneapolisi funkszám, melynek producere Jesse Johnson, valamint a Hold Back the Tears és az If It Takes All Night, melyek a kellemes 1980-as évekbeli popzene remek példái.”
Ken Tucker, a The Philadelphia Inquirer újságírója szerint az album „kicsi, de kellemes meglepetés: a The Jacksons legfiatalabb lánytestvére egyenletesebben szórakoztató albummal állt elő, mint bátyjai Victory albuma. A Dream Street dalai csillogó popdalok, és a Two to the Power of Love, Janet duettje Cliff Richard angol popsztárral fülbemászó, ha teljesen felejthető is. Janet legtöbb dala könnyed, hallgatható diszkóritmusú dal.”

## Számlista
| #  | Cím                        | Szerzők                                           | Hossz |
| -- | -------------------------- | ------------------------------------------------- | ----- |
| 1. | Don’t Stand Another Chance | John Barnes, Janet Jackson, Marlon Jackson        | 4:18  |
| 2. | Two to the Power of Love   | Peter Beckett, Steven A. Kipner                   | 3:08  |
| 3. | Pretty Boy                 | Jesse Johnson                                     | 6:37  |
| 4. | Dream Street               | Arthur Barrow, Pete Bellotte, John Philip Shenale | 3:57  |
| 5. | Communication              | Paul Bliss                                        | 3:16  |
| 6. | Fast Girls                 | Johnson                                           | 3:20  |
| 7. | Hold Back the Tears        | Chris Eaton                                       | 3:15  |
| 8. | All My Love to You         | Marlon Jackson, Anthony Patler                    | 5:46  |
| 9. | If It Takes All Night      | David A. Bryant, Jay Gruska                       | 4:08  |

## Kislemezek
- Don’t Stand Another Chance (1984. augusztus 13.)
- Two to the Power of Love (1984. szeptember 15.)
- Fast Girls (1984. október 23.)
- Dream Street (1984. november 20.; csak promó)

## Helyezések
| Slágerlista (1982)                   | Legfelső helyezés |
| ------------------------------------ | ----------------- |
| USA Billboard 200                    | 147               |
| USA Billboard Top R&B/Hip-Hop Albums | 19                |